# Шепилов, Дмитрий Трофимович
Дми́трий Трофи́мович Шепи́лов (23 октября [5 ноября] 1905, Асхабад, Туркестанский край, Российская империя — 18 августа 1995, Москва, Россия) — советский государственный и партийный деятель, учёный-экономист. Министр иностранных дел СССР (1956—1957), главный редактор газеты «Правда» (1952—1956). Генерал-майор (1945).
Член ВКП(б) с 1926 года, член ЦК КПСС (1952—1957), кандидат в члены Президиума ЦК КПСС (1956—1957), Секретарь ЦК КПСС (1955—1956, 1957). Член-корреспондент АН СССР, избран в 1953 году, лишён звания 26 марта 1959 года, восстановлен в 1991 году. Депутат Верховного Совета СССР 3—4-го созывов.
Принадлежал к консервативному «крылу» в советском руководстве. 22 июня 1957 года поддержал Молотова В. М., Маленкова Г. М. и Кагановича Л. М. на Пленуме ЦК КПСС в борьбе с первым секретарём ЦК КПСС Никитой Хрущёвым и его сторонниками. В результате поражения их группа была признана антипартийной, а сам Шепилов лишился большинства своих должностей. Благодаря прессе широко стала известна формулировка «…и примкнувший к ним Шепилов». Был исключён из КПСС 21 февраля 1962 года, восстановлен 18 февраля 1976 года.

## Биография
Родился в семье рабочего железнодорожных мастерских. После переезда семьи в Ташкент учился сначала в гимназии, потом в средней школе.
В 1926 году окончил юридический факультет Московского государственного университета имени М. В. Ломоносова, в 1933 году — аграрный факультет Института красной профессуры.
С 1926 года — в органах юстиции, в 1926—1928 годах работал прокурором в Якутии. С 1929 года — на научной работе. В 1933—1935 годах сотрудник политотдела одного из сибирских совхозов. После публикации ряда заметных статей был приглашён в Институт экономики Академии наук СССР. С 1935 года — в аппарате ЦК ВКП(б) (Отдел науки).
Как сообщает Леонид Млечин, на одном из совещаний по вопросам науки Шепилов «позволил себе возразить Сталину». Сталин предложил ему пойти на попятную, однако Шепилов стоял на своём, в результате чего был изгнан из ЦК и семь месяцев просидел без работы.
С 1938 года — учёный секретарь Института экономики АН СССР. C 1937 по 1941 год преподавал политэкономию в Московском институте советской кооперативной торговли.

### Великая Отечественная война
В первые дни Великой Отечественной войны добровольцем ушёл на фронт в составе московского ополчения, хотя как профессор имел «бронь» и возможность поехать в Казахстан директором Института экономики. Был ополченцем, инструктором политотдела, заместителем начальника политотдела, военным комиссаром 173-й стрелковой дивизии. С ноября 1942 года находился под Сталинградом: начальник политотдела, член военного совета 24-й, затем 4-й гвардейской армии. Был также на Курской дуге, при Корсунь-Шевченковской и Ясско-Кишиневской операциях, а также в Венгрии и Австрии. Генерал-майор с 19 апреля 1945 года.
Закончил войну в 1945 году в Вене. За время войны был награждён 7-ю орденами.

### На партийной работе
В феврале — августе 1946 года заместитель начальника Управления пропаганды и агитации Главного политического управления Вооруженных сил СССР.
Со 2 августа 1946 года редактор газеты «Правда» по отделу пропаганды.
С 18 сентября 1947 года первый заместитель начальника Управления пропаганды и агитации ЦК ВКП(б), которое возглавлял М. А. Суслов.
В июле 1948 года возглавил Отдел пропаганды и агитации ЦК ВКП(б), образованный на базе упразднённого Управления пропаганды и агитации.

Это был живой, умный и решительный человек, не только здравомыслящий, но и образованный, способный оценить действительное состояние дел в литературе и искусстве.
— Борщаговский А. М. Записки баловня судьбы.
В июле 1949 года снят с должности заведующего Отделом пропаганды ЦК ВКП(б). Не имел работы до 31 января 1950 года, когда Г. М. Маленков предложил ему пост инспектора ЦК, а фактически своего неофициального помощника, помогавшего в теоретическом обосновании речей. В дальнейшем по предложению И. В. Сталина назначен руководителем авторского коллектива по созданию первого в СССР учебника политэкономии социализма.
С 20 октября 1952 года председатель постоянной комиссии ЦК КПСС по идеологическим вопросам. Занимал пустовавший кабинет И. В. Сталина на Старой площади.
С ноября 1952 года по 1956 год главный редактор газеты «Правда». Как заметил ему при назначении И. Сталин: "Сегодня на посту главной газеты партии необходим товарищ с большим жизненным и профессиональным опытом. Мы стоим на пороге больших изменений. И в этой огромной работе необходима мобилизующая роль теперь уже возглавляемой вами газеты".
В 1953 году Шепилов избран членом-корреспондентом Академии наук СССР.
В июле 1955 — феврале 1956 годов и феврале — июне 1957 года Шепилов — Секретарь ЦК КПСС. Помогал Хрущёву готовить доклад XX съезду «О культе личности и его последствиях».
В 1956—1957 годах — кандидат в члены Президиума ЦК КПСС.

### Министр иностранных дел
2 июня 1956 года указом Президиума Верховного Совета СССР Шепилов был назначен министром иностранных дел СССР, сменив на этом посту В. M. Молотова.
В июне 1956 года советский министр иностранных дел впервые в истории совершил турне по Ближнему Востоку, посетив Египет, Сирию, Ливан, а также Грецию. Во время переговоров в Египте с президентом Насером в июне 1956 года дал секретное согласие СССР спонсировать строительство Асуанской плотины. При этом Шепилов, по роду своей предыдущей деятельности не будучи международником-профессионалом, оказался под впечатлением поистине «фараонского» приёма, который устроил ему тогдашний президент Египта Насер, и по возвращении в Москву сумел убедить Хрущёва в форсировании налаживания отношений с арабскими странами Ближнего Востока в противовес нормализации отношений с Израилем.
Представлял позицию СССР по Суэцкому кризису и по восстанию в Венгрии в 1956 году. Возглавил советскую делегацию на Лондонской конференции по Суэцкому каналу в том же году.
Способствовал нормализации советско-японских отношений: в октябре 1956 года была подписана совместная декларация с Японией, прекращающая состояние войны. СССР и Япония обменялись послами.
В своём выступлении на XX съезде КПСС призывал к насильственному экспорту социализма за пределы СССР. В то же время участвовал в подготовке доклада Хрущёва «О культе личности и его последствиях», однако подготовленный вариант доклада был существенно изменён.

### «И примкнувший к ним Шепилов»
Когда Маленков, Молотов и Каганович в июне 1957 года попытались сместить Хрущёва на заседании Президиума ЦК КПСС, предъявив ему целый список обвинений, Шепилов тоже стал критиковать Хрущёва за установление собственного «культа личности», хотя в названную группу никогда не входил.

Во время четырёхдневного заседания Президиума ЦК КПСС 18—21.06.1957 г., когда решался вопрос о смещении Н. С. Хрущёва, Шепилов высказался за освобождение его от должности Первого секретаря ЦК КПСС: «В первое время вы, Никита Сергеевич, взяли правильный курс: раскрепостили людей, вернули честное имя тысячам ни в чём не повинных людей; создалась новая обстановка в ЦК и Президиуме. Обсуждение специальных вопросов велось квалифицированно, компетентно, с приглашением специалистов. Но теперь вы „знаток“ по всем вопросам — и по сельскому хозяйству, и по науке, и по культуре!» Н. С. Хрущёв перебил: «Сколько вы учились?» — «Я дорого стоил государству, народу: учился в гимназии, кончил среднюю школу, хотя мать у меня была неграмотной; потом три года в Институте красной профессуры плюс четыре года университета». — «А я учился всего две зимы у попа за пуд картошки». — «Так почему же вы в таком случае претендуете на всезнание?!»
— Зенькович Н. А. Самые закрытые люди. От Ленина до Горбачёва: Энциклопедия биографий
В результате поражения группировки Молотова, Маленкова, Кагановича на последовавшем 22 июня 1957 года Пленуме ЦК КПСС родилась формулировка «антипартийная группа Молотова, Маленкова, Кагановича и примкнувшего к ним Шепилова».
Ожесточённое сопротивление пыталась оказать осуществлению ленинского курса, намеченного XX съездом партии, фракционная антипартийная группа, в которую входили Молотов, Каганович, Маленков, Ворошилов, Булганин, Первухин, Сабуров и примкнувший к ним Шепилов.
XXII съезд КПСС
Существует и иное, менее литературно-зрелищное объяснение истоков формулировки с использованием слова «примкнувший»: группу, которая состояла бы из восьми участников, неловко было назвать «отколовшейся антипартийной группкой», так как она оказывалась явным большинством, и это было бы очевидно даже для читателей «Правды». Чтобы называться «фракционерами-раскольниками», членов группы должно было быть не больше семи; Шепилов же был восьмым.

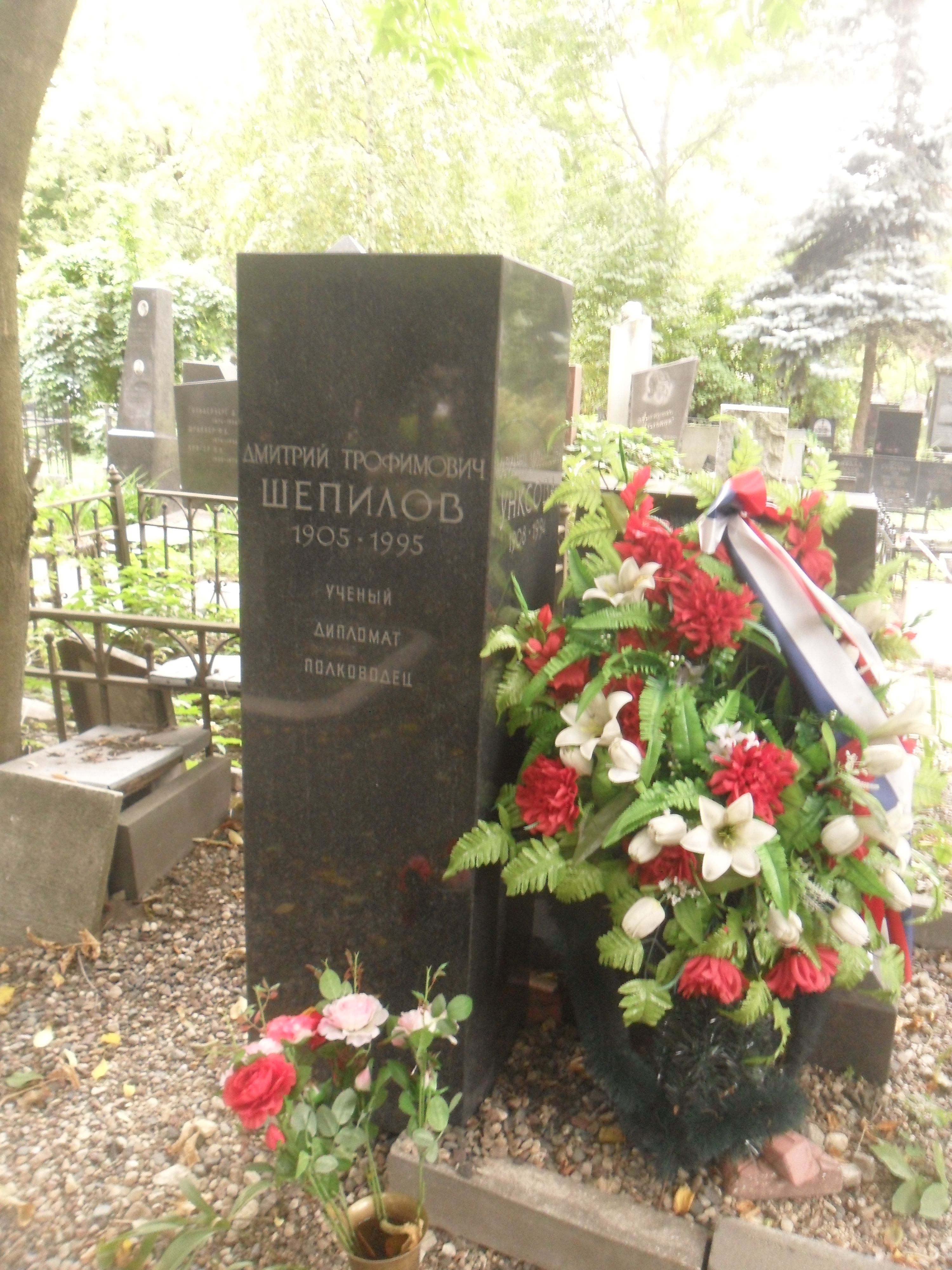
Могила Шепилова на Новодевичьем кладбище Москвы

Резоннее звучит предположение, что в отличие от семи членов «антипартийной группы» — членов Президиума ЦК КПСС Шепилов был определён как «примкнувший», поскольку как кандидат в члены Президиума не имел права решающего голоса при голосовании.
Шепилов был освобождён от всех партийных и государственных должностей. С 1957 года — директор, с 1958 года — заместитель директора Института экономики АН Киргизской ССР, в 1960—1982 годах — археограф, затем старший археограф в Главном архивном управлении при Совмине СССР.
Так как клише «и примкнувший к ним Шепилов» активно муссировалось в прессе, то появился анекдот: «Самая длинная советская фамилия — Ипримкнувшийкнимшепилов»; если пол-литровую бутылку водки распивали «на троих», а к этому примыкал четвёртый, то его называли «Шепиловым» и так далее. Благодаря этой фразе имя партийного функционера узнали миллионы советских граждан.
Сам Шепилов, согласно воспоминаниям, считал дело сфабрикованным. Собственные воспоминания Шепилова полемически озаглавлены «Непримкнувший»; они резко критичны по отношению к Хрущёву.
Был исключён из партии в 1962 году. Восстановлен в 1976 году.
В 1991 году восстановлен в Академии наук СССР.
С 1982 года — на пенсии.
Умер 18 августа 1995 года. Похоронен на Новодевичьем кладбище.

## Семья
Жена — Марьяна Михайловна Унксова (1908—1994). Её мать Анна Николаевна Унксова (1887—1956) — из дворянской семьи, врач, член ВКП(б) с 1918 года, работала в женотделе ЦК КПСС. Её отчим, Гаральд Иванович Крумин, член ВКП(б) с 1909 года, редактировал газету «Экономическая жизнь».
Сестра жены — Галина Михайловна Паушкина, работала в Госплане. Её муж — Эммануил Наумович Ратнер, консультант отдела районного планирования Госплана СССР. 10 ноября 1937 года Эммануил Ратнер был арестован, осуждён 8 января 1938 года военной коллегией Верховного суда СССР за участие в контрреволюционной террористической организации и в тот же день расстрелян на Коммунарке. Реабилитирован в апреле 1956 года военной коллегией Верховного суда СССР. 20 января 1938 года была арестована Галина Паушкина как член семьи «врага народа», находилась во внутренней тюрьме на Лубянке и Бутырской тюрьме, была приговорена к пяти годам исправительно-трудовых лагерей, находилась в Темниковском лагере, была освобождена в 1939 году.
В январе 1938 года арестовали родителей жены: Гаральд Крумин перед арестом был главным редактором «Известий», Анна Унксова — секретарём Воскресенского райкома партии в Московской области. Незадолго до ареста Крумин был исключён из ВКП(б) за связь с врагами народа Яном Рудзутаком и Робертом Эйхе, умер в Котласском лагере в 1943 году. Самого Дмитрия Шепилова допрашивали, грозили посадить, но отпустили.
Внук — российский востоковед и журналист Дмитрий Косырев.

## Награды
СССР
- орден Ленина (04.11.1955) — в связи с 50-летием со дня рождения и за заслуги перед Коммунистической партией и Советским государством
- два ордена Красного Знамени (14.02.1943[13]; 18.05.1944[14])
- орден Кутузова 1-й степени (28.04.1945)[15]
- орден Богдана Хмельницкого 1-й степени (13.09.1944)[16]
- орден Суворова 2-й степени (29.06.1945)[17]
- два ордена Отечественной войны 1-й степени (март 1944 г.[18], 11.03.1985)
- орден Красной Звезды (10.01.1944[19])
- медаль «За оборону Сталинграда»
- медаль «За оборону Москвы»[20]

Других государств
- Орден «Легион почёта» (США) (1945).

## В кино
- 2009 — И примкнувший к ним Шепилов — Юрий Васильев
- 2011 — Фурцева. Легенда о Екатерине — Виктор Лакирев

## Сочинения
- Алкоголизм и преступность. — М.: Изд. НКВД СССР, 1930.
- Общественное и личное в колхозах. — М.: Госполитиздат, 1939.
- Социалистическая колхозная собственность. — М.: Политиздат, 1940.
- Сталинский устав сельскохозяйственной артели — основной закон колхозного строя. — М.: Правда, 1946.
- Политическая экономия. Островитянов К. В., Шепилов Д. Т. и др.— М.: Политиздат, 1954
- Суэцкий вопрос. — М.: Госполитиздат, 1956.
- Шепилов Д. Т. Непримкнувший. — М.: Вагриус, 2001. — ISBN 5-264-00505-2.